# 四硝酸エリスリトール
四硝酸エリスリトール（英語：Erythritol tetranitrate 略：ETN）とは、高性能爆薬ペンスリットに似た摩擦と衝撃に敏感な爆発性化合物である。あまり有名な物質ではなかったが、いつごろか不明だがペンスリットの代替として手軽に作れる導火線、より感度が低く爆発力の高い爆薬の点火剤として使用されている。
多くの硝酸エステルのように血管拡張薬として作用し、「ニトログリン」と呼ばれる1950年代初頭に製法特許のもとで製造されたオリジナル「sustained release」錠剤の有効成分であった。ETNを摂取したり、皮膚に長時間触れていると吸収されて、硝酸エステル血管拡張薬の副作用である頭痛が起きることがある。

## 特性
仮比重 1.7219 (±0.0025) g/cm3で、8206 m/s という比較的早い爆速を持つ。
白色・無臭。他の爆薬と混合して使用されるが、衝撃や摩擦で容易に爆発するので取り扱いには注意を必要とする。アセトンや他のケトン溶媒に容易に溶解する。良く知られるペンスリットよりも僅かに感度が高い。
結晶構造を直接観察した研究では、室温で4年間保存した後でも分解する様子が無く非常に長い保存期間を有する。

### 酸素バランス
爆発反応後、酸素が余る酸素バランスであるため、酸素を必要とする他の爆発物や燃焼物にも酸素を供給可能となっている。以下が爆発反応時の化学反応式である。
2 C4H6N4O12 → 8 CO2 + 6 H2O + 4 N2 + 1 O2